# Хімічний потік
Хімічний потік (англ. chemical flux, рос. поток химический) — поняття стосується опису швидкостей реакцій, застосовується для одноетапних реакцій, що йдуть в одному напрямку в складних системах чи в системах у стані рівноваги (де нема спостережуваних змін концентрацій). Це похідна за часом і має розмірність кількості речовини, що припадає на одиницю об'єму за одиницю часу. У реакції, що описується схемою
A + B → C                      (k1)
C → D + F                      (k2)
-d[A]/dt = k1[A][B], де k1[A][B] — хімічний потік.
d[C]/dt = k1[A][B] — k2[C]
Кожен з доданків у правій частині рівняння — хімічний потік.